# Пигарівська сільська рада
Пи́гарівська сільська́ ра́да — колишній орган місцевого самоврядування в Середино-Будському районі Сумської області. Адміністративний центр — село Пигарівка.

## Загальні відомості
- Населення ради: 562 особи (станом на 2001 рік)

## Населені пункти
Сільській раді підпорядковані населені пункти:
- с. Пигарівка
- с. Луг
- с. Ріг

### Колишні населені пункти
- с. Новосовське, зняте з обліку 1988 року

## Склад ради
Рада складається з 12 депутатів та голови.
- Голова ради: Книрик Вадим Михайлович

### Керівний склад попередніх скликань
| Прізвище, ім'я, по батькові | Основні відомості                                                                       | Дата обрання | Дата звільнення |
| --------------------------- | --------------------------------------------------------------------------------------- | ------------ | --------------- |
| Сагайдак Василь Григорович  | Сільський голова, 1951 року народження, безпартійний                                    | 26.03.2006   | 31.10.2010      |
| Книрик Вадим Михайлович     | Сільський голова, 1958 року народження, освіта середня спеціальна, член Партії регіонів | 31.10.2010   |                 |

Примітка: таблиця складена за даними сайту Верховної Ради України